# Langkreuz (Numismatik)

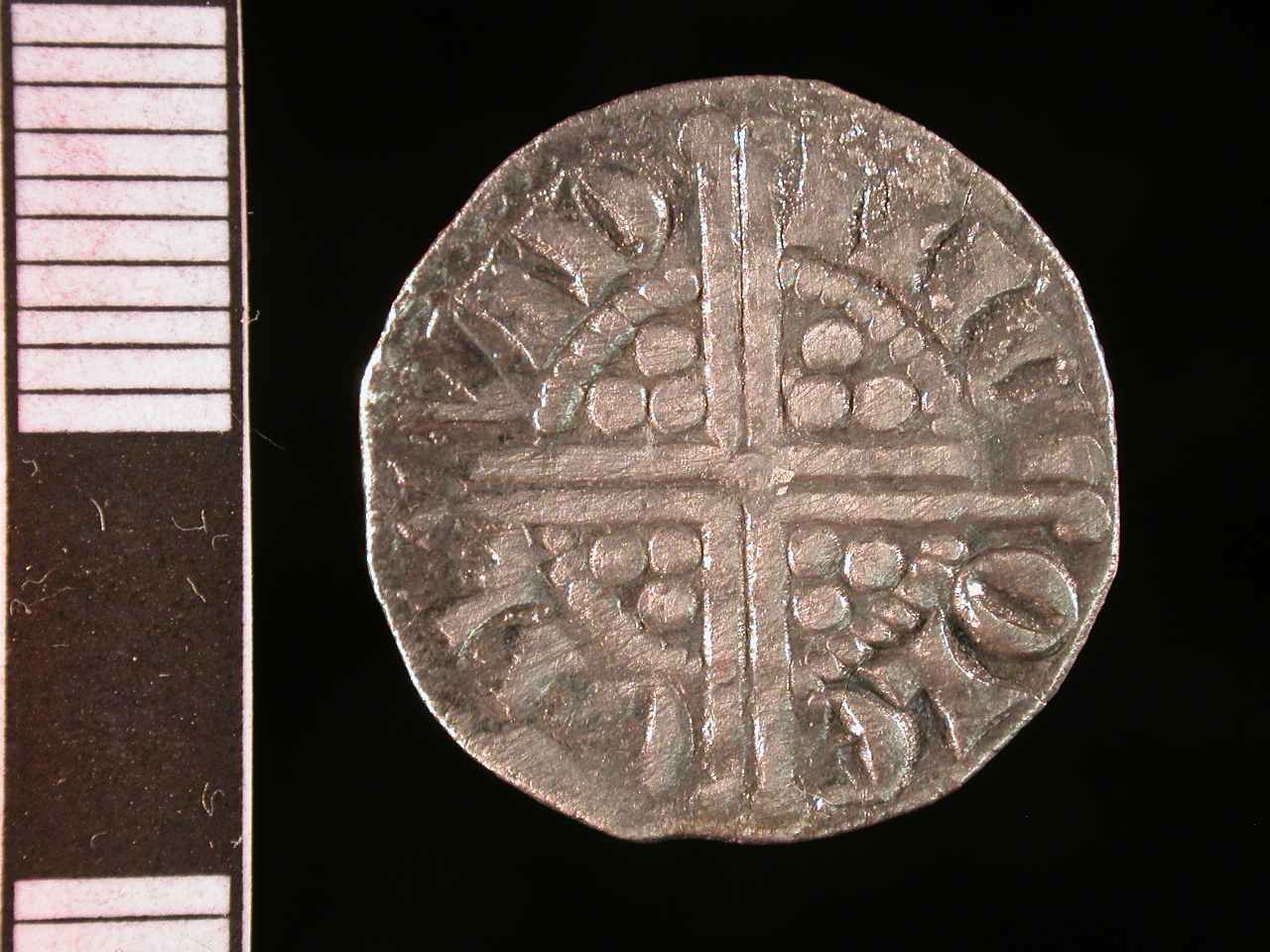
Langkreuz auf dem Revers einer britischen Penny-Münze aus der Zeit 1250–1256

In der Numismatik ist Langkreuz eine Bezeichnung für ein auf einer der Münzseiten abgebildetes rechtwinkliges Kreuz, dessen Balken sich im Mittelpunkt rechtwinklig kreuzen und bis zum Rand der Münze oder bis zum Innenrand einer Umschrift reichen. Somit sind die Kreuzarme wegen der Kreisform der Münze gleich lang. Damit weicht die Begriffsverwendung von der Heraldik ab, wo ein Langkreuz ein Lateinisches Kreuz (also die klassische Kreuzform der christlichen Symbolik) bezeichnet. Es gibt jedoch auch Münzbeschreibungen, in denen der Begriff Langkreuz in letzterem Sinn verwendet wird, beispielsweise bei der Beschreibung der Abbildung einer Person, die ein solches gegenständlich dargestelltes Kreuz hält.